# Propyleencarbonaat
Propyleencarbonaat is een organische verbinding met als brutoformule C4H6O3. De stof komt voor als een kleurloze en reukloze vloeistof, die goed oplosbaar is in water. Propyleencarbonaat is een cyclische ester van diwaterstofcarbonaat.

## Synthese
Propyleencarbonaat wordt bereid door de reactie van propeenoxide met koolstofdioxide.

## Eigenschappen en toepassingen
Propyleencarbonaat is een polair aprotisch oplosmiddel met een zeer hoge diëlektrische constante (64). Voor een organische verbinding bezit het ook een hoog dipoolmoment (4,9 D).
Propyleencarbonaat wordt gebruikt als oplosmiddel in velerlei toepassingen:
- oplosmiddel voor sommige polymeren
- oplosmiddel in baden voor elektrodepositie van chroom
- in elektrolytoplossingen van elektrolytische cellen en lithiumbatterijen
- in solventextractie

Verder wordt het verwerkt in verf-, vernis-, graffiti- en nagellakverwijderaars, en in zalfjes als oplosmiddel voor het actieve bestanddeel. Daarnaast wordt het nog gebruikt als weekmaker van kunststoffen, voor het ontvetten van metalen en bij de synthese van andere verbindingen.